# Georg Reicke

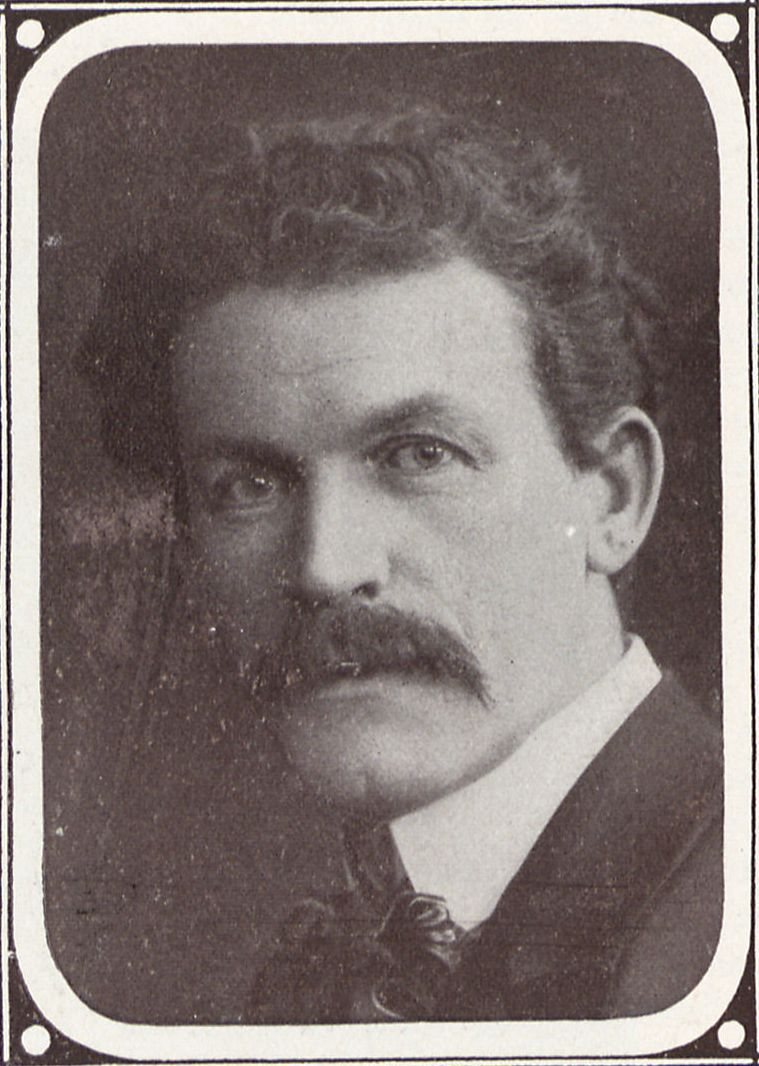
Regierungs-Rat Dr. jur Georg ReickeBürgermeister von Berlin

Georg Reicke (* 26. November 1863 in Königsberg (Preußen); † 7. April 1923 in Berlin) war ein deutscher Politiker und Autor. Er war Zweiter Bürgermeister von Berlin.

## Leben
Sein Vater Rudolf Reicke war Historiker und Bibliothekar in Königsberg und ein anerkannter Kantforscher. Gemeinsam mit drei Geschwistern wuchs Georg in der Kalthöfischen Straße in Königsberg auf. Sein Bruder Johannes war später vier Jahrzehnte lang Universitäts-Bibliothekar in Göttingen, sein Bruder Emil später Historiker und Archivar in Nürnberg. Seine Schwester Anna wurde eine der ersten Volksbibliothekarinnen in Berlin. Reicke studierte Rechtswissenschaften in Königsberg und in Leipzig und war als Rechtsreferendar in Heiligenbeil. Nach dem Zweiten Staatsexamen erhielt er eine Anstellung als Konsistorial-Assessor beim Oberkirchenrat in Danzig und wurde nach drei Jahren als Konsistorialrat nach Berlin versetzt. Als politisch liberaler Freisinniger kämpfte er unter anderem gegen die Einführung des Paragrafen 184a des Strafgesetzbuchs im Goethe-Bund von Hermann Sudermann. Nach einer beruflichen Strafversetzung aufgrund seines politischen Einsatzes wurde er 1903 in Berlin zum Bürgermeister gewählt.
In seiner weiteren politischen Laufbahn als Bürgermeister von Berlin hielt er unter anderem bei der Schillerfeier auf dem Gendarmenmarkt am 9. Mai 1905 und der Hundertjahrfeier der Stein’schen Städteordnung im November 1908 politische Reden. Mit der Parole „Ein ganzes Volk lässt sich auf die Dauer nicht verpfaffen, aber auch nicht verjunkern“ rief er 1912 zur Wahl von Karl Mommsen im II. Berliner Wahlkreis auf. Die Regierung müsse von „der klerikal-konservativen Verdummungspolitik“ befreit werden. Reicke unterzeichnete im September 1914 das Manifest der 93. 1920 beendete er seine berufliche Laufbahn und ging in den Ruhestand.
Reicke war seit seiner Zeit in Danzig (27. Mai 1890) mit der Malerin Sabine Reicke (geborene Kolscher, 10. Juni 1865 – 23. September 1945) verheiratet und hatte vier Kinder. Die Schriftstellerin, Journalistin und Feministin Ilse Reicke war seine älteste Tochter.

## Werke (Auswahl)
- Freilicht. Schauspiel. Entsch, Berlin 1900.
- Winterfrühling. Gedichte. Schuster & Loeffler, Berlin 1901.
- Das grüne Huhn. Roman. Schuster & Loeffler, Berlin 1902.
- Märtyrer. Drei Einakter. Schuster & Loeffler, Berlin 1903.
- Schusselchen. Tragikomödie in vier Aufzügen. Schuster & Loeffler, Berlin 1905.
- Rolf Runges Jugendjahre. Beltz, Langensalza 1907.
- Der eigene Ton. Roman. Fleischel, Berlin 1907.
- Blutopfer. Drama in fünf Aufzügen. Reiss, Berlin 1917.
- Sie. Komödie in 4 Akten. Reiss, Berlin 1920.
- (Mit Paul Ladewig und Ferdinand Goebel) Lesehallen für Erwerbslose. Flugschrift. Wilmersdorf: Deutscher Volkshausbund, 1921.
- Woge und Wind. Eine Strandnovelle in Versen. Schuster & Loeffler, Berlin 1922.
- Im Spinnenwinkel. Roman aus einer kleinen Stadt. Schuster & Loeffler, Berlin 1922.
- Der eiserne Engel. Berliner Roman. Mosse, Berlin 1923.
- Päpstin Jutte. Ein Mysterienspiel in 1 Vorspiel und 12 Bildern. Scholtze, Leipzig 1924.
- Athene Parthenos. Tragödie. Aus dem Nachlass. Scholtze, Leipzig 1924.